# Émile Armet de Lisle
Pour les articles homonymes, voir Lisle.
Émile Armet de Lisle, né le 28 juin 1853 à Nogent-sur-Marne et mort le 11 décembre 1928 à Paris 16e, est un industriel français, promoteur du développement de l'industrie du radium, partenaire de Pierre et Marie Curie, et fondateur de la revue Le Radium. 

## Biographie
Fils de Jean Louis Jules Armet de Lisle, manufacturier, et de Louise Marguerite Pomerel, Émile Armet de Lisle naît le 28 juin 1853 à Nogent-sur-Marne.
Il avait hérité d'une fabrique de quinine qu'il gérait tout en s'occupant à chercher tout minerai d'uranium. C'est lui qui après la décision de l'État autrichien d'interdire l'exportation de ce genre de matières premières a pu permettre, par exemple, à Marie Curie de profiter de son radium. Dès 1904, il crée une fabrique à Nogent-sur-Marne, près de Paris, destinée à la production de sels d'uranium et à la fabrication d'applicateurs à partir de cet élément. L'exportation de la pechblende ayant été interdite par l'Autriche, Armet de Lisle recherche des sources alternatives d'approvisionnement. Il lance, via son fondé de pouvoir Henri Farjas, la revue Le Radium, avec des contributions sur les minerais radioactifs, sur les techniques de manipulation et les instruments. Il crée une succursale commerciale, la « Banque du radium » qui propose une large gamme d'appareils, mais aussi de produit, comme des engrais (dit « engrais BDR ») qui sont testés juste avant le début de la Première Guerre Mondiale.
Sa société Sels de radium finance la création et le fonctionnement du « laboratoire biologique du Radium » créé par les docteurs Louis Frédéric Wickham, Henri Dominici et Paul Degrais, et entretient des relations privilégiées avec le laboratoire des Curie, dont plusieurs assistants deviennent le premier noyau de ses techniciens. Il bénéficie de la renommée des deux prix Nobel, fait profiter le laboratoire de son assistance logistique, et met à leur disposition un bureau dans son usine. Face à la concurrence d'autres sociétés, Armet de Lisle protège ses droits sur les minerais portugais, et projette la création d'une nouvelle entité, avec un comité scientifique composé de Marie Curie, André-Louis Debierne et Erich Ebler ; mais ce projet n'aboutit pas, Marie Curie n'approuvant pas les procédés préconisés par Ebler, et ne voulant pas ternir son image avec une exploitation commerciale.
Émile Armet de Lisle est l'auteur d'articles et de contributions sur les propriétés magnétiques des aciers trempés et sur un nouvel électroscope pour la recherche des minéraux radioactifs.
Armet de Lisle meurt le 11 décembre 1928 en sa demeure 14 rue de la Faisanderie Paris 16e. Ses successeurs voulant conditionner leur aide logistique à Marie Curie en contrepartie de l'utilisation publicitaire de son nom, elle refuse et crée sa propre structure semi-industrielle, le Laboratoire de gros traitements.

## Décorations
- Chevalier de la Légion d'honneur (décret du 31 décembre 1897)
- Chevalier de l'Ordre d'Isabelle la Catholique (Espagne)
- Chevalier de l'Ordre de la Couronne d'Italie (Italie)
- Chevalier de l'Ordre du Christ (Portugal)
- Chevalier de l'Ordre du Médjidié (Turquie)
- Chevalier-commandeur de l'Ordre de Saint-Grégoire-le-Grand (Saint-Siège)